# Cimitirul Eroilor din Poiana Sărată
Cimitirul Eroilor din Poiana Sărată (în nomenclatorul ONCE Cimitirul internațional de onoare, în maghiară Sósmező katonai temető) este un cimitir al morților de război din Primul Război Mondial, situat în localitatea Poiana Sărată din județul Bacău.
Acesta a intrat în atenția publică în Ungaria în anul 2015, după ce s-a constatat că numele de pe crucile individuale ale unor soldați maghiari și germani au fost șterse sau reinscripționate cu nume în grafie românească sau românizate, contrar documentelor oficiale, pe lângă alte nereguli în privința construcției obiectivului de către Societatea „Cultul Eroilor”.

## Amplasament și istoricul zonei
Cimitirul se află amplasat în proximitatea fostei granițe austro-ungare, în partea de jos a satului Poiana Sărată, Bacău din Pasul Oituz. Satul a fost recunoscut ca fiind cea mai estică așezare a Austro-Ungariei, unde granița de stat a fost trasată pe albia pârâului Cernica, tot în partea de jos a satului. Granița a fost restabilită după Al doilea arbitraj de la Viena din 30 august 1940, existând până în 27 august 1944. Satul mai este cunoscut și ca prima așezare din Regatul Ungariei ocupată de sovietici.

## Cimitirul

### Primul cimitir

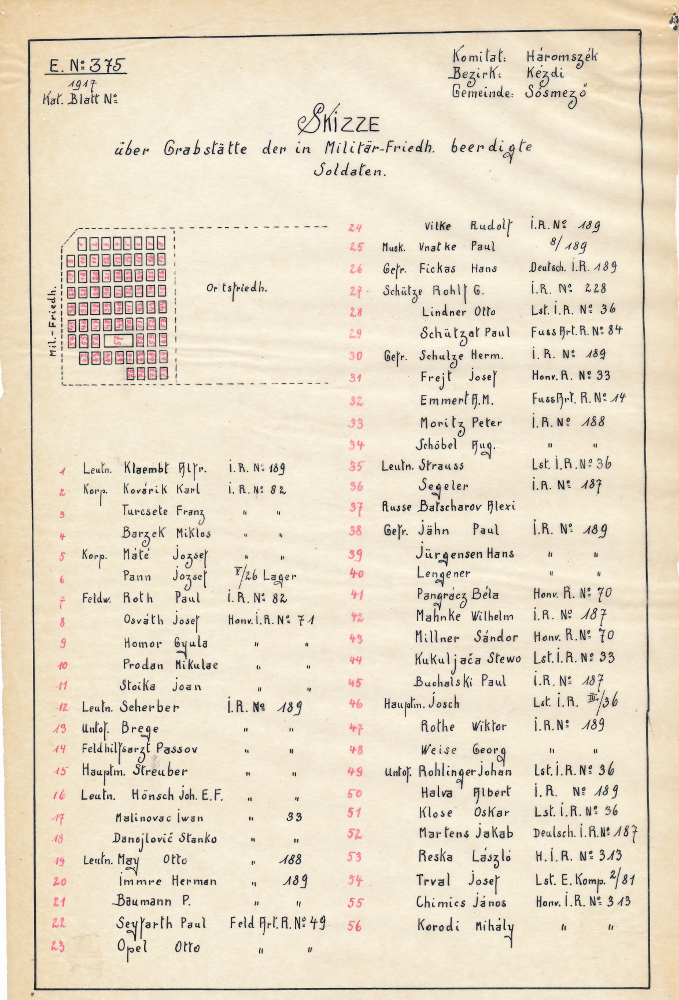
Schița primului cimitir realizat de austro-ungari între 1916–1917.

Primul cimitir militar a fost înființat de armata austro-ungară în toamna anului 1916 pentru o parte a soldaților, lângă pârâul Cernica, în imediata apropiere a clădirii carantinei și cazărmii poliției de frontieră. O altă parte, reprezentând în mare soldați germani, a fost înhumată în cimitirul catolic al localității.
Potrivit istoricului Péter Illésfalvi, consilier-șef și referent de specialitate al Oficiului pentru Relații Publice și Asistență Memorială de Război al Ministerului Apărării ungar, cercetările privind numărul exact, armata reprezentată, numele, gradele și identificarea, în general, a celor înmormântați la vechiul cimitir sunt dificile, atât în Kriegsarchiv din Viena, cât și în Arhivele de Istorie Militară din Budapesta.
La Kriegsarchiv există 342 de cutii de registre de cimitire din Primul Război Mondial, defalcate pe comitate din teritoriul Regatului Ungariei, cimitirul din Poiana Sărată având date sărace: două schițe ale mormintelor din 1917 cu parcelele din cimitir, cu un total de 57 de nume, majoritatea din Divizia 187 Infanterie Germană. Alături de aceștia au fost menționați și cetățeni austro-ungari, dintre care 5 soldați din Odorheiu Secuiesc din Regimentul 82 Infanterie, alți 4 soldați din Regimentului 313 Infanterie, iar alți 6 soldați din Regimentele 70 și 71 Infanterie. Istoricul a făcut aserțiunea că toți eroii menționați erau cetățeni maghiari, dar nu toți erau și de origine maghiară.
Pentru Illésfalvi este evident că mult mai mulți soldați au fost înmormântați în cimitir și în împrejurimi, dar identitatea lor poate fi stabilită doar după studiul registrelor de decese individuale și ale spitalelor militare, fiind adesea scrise de mână, posibil în limba germană și cu alfabet gotic, rămânând condiția să fi supraviețuit astfel de documente. Unele dintre aceste documente pot fi găsite la Budapesta și Viena.

### Al doilea cimitir
| Imagine indisponibilă                                                  |  | Imagine indisponibilă |
| Stânga: interiorul cimitirului; dreapta: comemorare din 14 august 1935 |  |                       |

Actualul cimitir militar a fost înființat de Societatea „Cultul Eroilor” într-un nou amplasament, în anul 1928, prin desființarea cimitirelor și mormintelor militare anterioare, inclusiv din munții din preajmă, ale căror cruci din lemn putreziseră. Identificarea soldaților din mai multe armate a fost imposibilă, chiar și în cazul soldaților români. Procesul de mutare, conform surselor românești, a durat până în 1939.
Osemintele deshumate au fost strânse, cimitirul ajungând în forma actuală în anul 1930 când au fost amenajate patru parcele pentru eroii căzuți în Pasul Oituz, împărțiți în 4 categorii: români (parcela „A”), austrieci („B”), germani („C”) și maghiari („D”), însumând 107 morminte individuale. În condițiile date, responsabilii români nu știau adesea ce combatanți se aflau exact în morminte. Acestea au fost certificate de către responsabili germani și colonelul Sándor Cser, delegat oficial și responsabil de mormintele de război maghiare din țară. Listele lui Cser nu au mai fost accesibile.
Din punct de vedere etnic, soldații din cele 4 parcele sunt români, sași, austrieci, germani, maghiari, evrei și turci, astfel trei sferturi dintre aceștia nu erau români. Mormintele din aceste parcele sunt marcate prin pietre funerare. Soldații germani însă au fost îngropați și în parcelele destinate românilor și maghiarilor. În lipsa unor evidențe, pentru soldații neindentificați s-a amenajat un mormânt comun (criptă) în mijlocul cimitirului, în fața monumentului, ce adăpostește 1 800 de eroi. Monumentul impozant a fost construit complet din piatră, fiind ornat atunci cu medalionul regelui Ferdinand I al României, stema României și inscripții comemorative.
Ansamblul cimitirului a fost construit din piatră naturală și beton armat. Poarta de intrare este flancată de doi stâlpi cu inscripții comemorative iar Ia zidul de împrejmuire de la colțul cu drumul s-a amplasat o cruce din beton. În interiorul cimitirului s-a mai pus o troiță din stejar.
Cu o suprafață de 5 460 de metri pătrați, în cimitirul din spate au fost amplasate 753 de morminte, dintre care 679 individuale, unde este foarte probabil ca numele și identitățile majorității soldaților puși în acestea să nu fi fost cunoscute nici atunci. 74 morminte erau comune, unde au fost adăugați 487 de eroi, ceea ce înseamnă că există un total de 1 166 de eroi îngropați.
Soldații morți în al Doilea Război Mondial, în timpul luptei din zonă din 27 august 1944 care a implicat maghiari, germani, români și sovietici, au fost îngropați în gropi comune în centrul cimitirului, în actualul loc cu aleea cu dale din beton, iar intrarea în obiectiv se făcea prin laterală, la poarta cu arc din piatră. În 1972, la momentul reparației și întreținerii cimitirului și monumentului, aceștia au fost dezgropați și mutați la Onești, rămășițe ajungând la cimitirul militar sovietic de la intrare în oraș, de pe partea dreaptă. Ulterior intrarea laterală a fost zidită.

#### Neconcordanțe

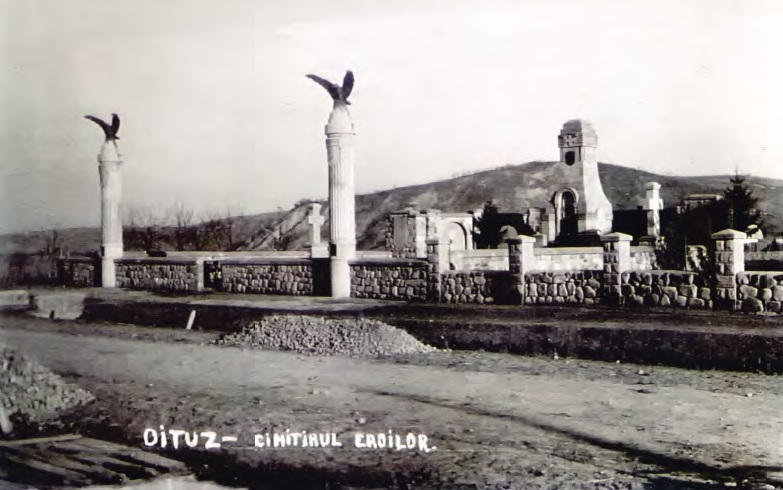
Cimitirul și monumentul eroilor din Oituz, într-o carte poștală din 1935.

Pe mormântul comun Societatea „Cultul Eroilor” a construit monumentul în stil brâncovenesc, pe care apar inscripții de omagiere a eroilor români în limba română și bustul turnat în bronz, al comandantului român care a luptat în Pasul Oituz, Eremia Grigorescu, dorindu-se a se sublinia o exclusivitate românească, în opinia lui Péter Illésfalvi. Cimitirul eroilor din Oituz, de pe partea românească a fostei granițe, este identic în arhitectură cu cel din Poiana Sărată.
Dat fiind statutul internațional al mormântului comun și a restului cimitirului, este greșită interpretarea că osuarul de sub obelisc este un loc în care se află doar români. Deși partea română consideră drept români pe cei din mormântul comun, nu se mai poate stabili însă ce state serveau soldații ale căror oseminte se află în mormânt, amestecate.
După 1940, inscripțiile de pe mausoleu au fost înlocuite cu altele în limba maghiară ce au rezistat până în 1944. Astfel, unii dintre bătrânii din Oituz este posibil să identifice eronat cimitirul ca fiind unul maghiar. După Al Doilea Război Mondial, inscripțiile au fost rescrise în limba română, iar inscripțiile de pe crucile de pe parcela ungară au dispărut treptat, numele de pe pietrele funerare fiind șterse prin șlefuire și rescrise.
Potrivit lui Róbert Hetzmann în cotidianul „Székely Hírmondó”, în dreptul mausoleului în stil românesc se organizează anual parade militare în care se comemorează doar soldații români ce au luptat în Armata Română pentru unificare, lezând, în forma sa actuală (2015), acordul bilateral ungaro-român semnat în 2008 cu privire la cimitirele militare din ambele state atât prin rescrierea sau ștergerea numelor de pe pietrele funerare, cât și prin inscripția unilingvă amplasată la intrare în obiectiv, dedicată doar celor care s-au jertfit în 1916-1919 pentru unificarea națiunii („AICI ODIHNESC OSEMINTELE A 1900 EROI CAZUTI PE ACESTE LOCURI IN RAZBOIUL DE INTREGIRE 1916–1919”) și prin existența a doar unor drapele românești. Pentru Illésfalvi, formularea particulară este inacceptabilă pentru un cimitir internațional iar afirmația privind „unificarea națiunii” nu este valabilă pentru soldații maghiari, austrieci, germani sau chiar ruși.

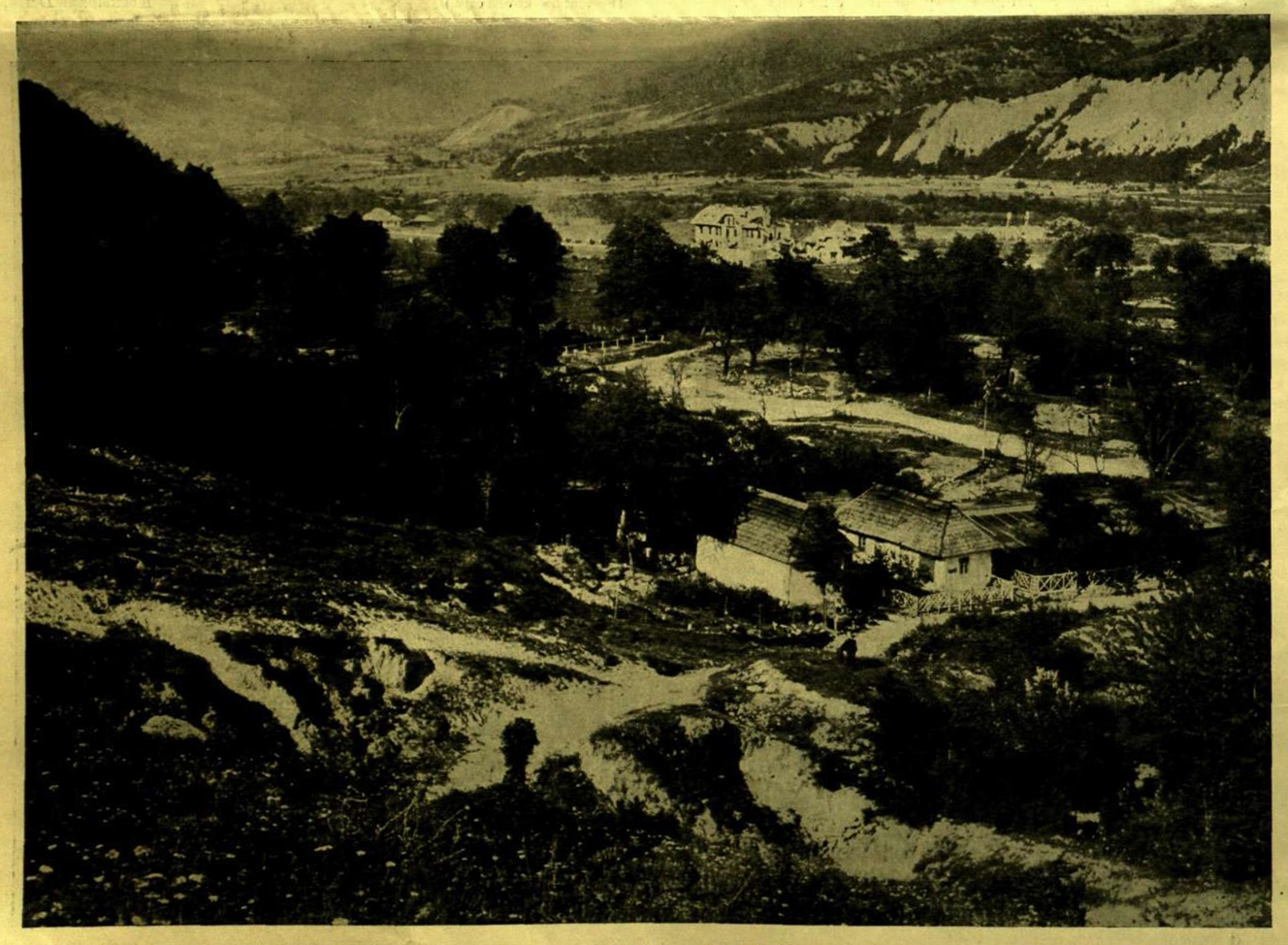
Zona graniței imperiului în Poiana Sărată, la depărtare clădirile ruinate ale vămii și cazărmii de grăniceri, din zona cimitirului militar, fotografie realizată de hu și publicată într-un număr al ziarului hu din 1917.

Potrivit lui Illésfalvi, Societatea „Cultul Eroilor” a încercat în mare parte să acționeze corect în construcția cimitirului, uneori în detrimentul fidelității istorice, dar nu și în beneficiul propriu. Ca exemplu, istoricul a amintit de pietrele funerare din primul cimitir din 1917, unde conțineau numele și rangul, ce au fost mutate în locația lor actuală împreună cu osemintele, indicându-se cazul lui Wilhelm Bunge, menționat pe crucea din 1917 ca soldat al Bateriei a II-a a Regimentului 233 Artilerie austro-ungar sub numele Bunge Vilmos, deși era soldat al Diviziei 117 Infanterie germană și trebuia menționat cu textul Gefreiter Wilhelm Bunge, 2nd Bat./233. Feldartillerieregiment. Inscripții eronate în maghiară mai există la persoanele Károly Martins, Károly Armheim, Brúnó Klein, Ferenc Langer, Emil Schuch, Gusztáv Brunn și Pál Gründer, care figurează cu rangul de honvéd.
Partea maghiară s-a adresat Ministerului Apărării Naționale în privința acestui lucru, din răspunsul oficial reieșind că intenția restaurării comune conform acordului internațional a cimitirului a existat din anul 2011, însă nepusă în practică din cauza lipsei unui răspuns final a părții române, potrivit colonelului László Töll din cadrul Ministerului Apărării ungar.
Pe de altă parte, Ministerul Apărării din Ungaria (HM) administrează cel puțin 400 de cimitire din Transilvania unde în fiecare trebuie să existe minim cinci soldați aparținând forțelor armate ale monarhiei austro-ungare sau ale regatului maghiar postbelic, astfel nefiind posibil să se ocupe în permanență de cimitirul de la Poiana Sărată. În 2011 Ministerul Apărării din Ungaria, împreună cu o fundație culturală din Budakeszi, a fotografiat fiecare cruce și a luat cimitirul în evidență.
Cu ocazia vizitei din 2011, oficialii au descoperit mai multe neconcordanțe în comparație cu planurile din perioada interbelică în ceea ce privește numele de pe cruci. Astfel, pe o cruce figura „Plt. [plutonier] Grosu Iacob”, din parcela românească, dar care fusese un Beschlagmeister (maestru potcovar) pe nume Jakob Gross, subofițer al Regimentului 14 din Germania. În plus, alți trei soldați din Regimentul 313 Infanterie maghiar figurau cu numele într-o ortografie românească în documentele românești din perioada interbelică, unde există un Lstm. [Landsturmmann] Roman Aurel, inscripționat ca Romun Aurel, Honv. Mihăilă Andraș (cu numele original Mihály András), contemporan inscripționat ca Mihăilă Andrei și Honv. Fărcășanu Ioan (inscripționat ca I. Farcasan). În aceste cazuri trebuie lămurită, în opinia istoricului Péter Illésfalvi, originea soldaților austro-ungari.
În august 2015, o cruce din lemn ridicată în memoria soldatului József Kovács, de către urmașii acestuia, a fost găsită smulsă și aruncată în afara gardului cimitirului. Statul maghiar nu a putut interveni întrucât cel mai probabil însemnul funerar fusese plasat fără permisiune.
În toamna anului 2015 se avea în vedere de către Ministerul Apărării ungar să se adreseze omologului român pentru a se readuce cimitirul la starea inițială din 1930.
Pentru Illésfalvi, problema cimitirului este mult mai complexă decât cea prezentată în descrierile superficiale din presă și internet, unde și cei interesați de maghiari în general nu sunt familiarizați cu istoria obiectivului. De asemenea, acesta a susținut că cimitirul a devenit subiectul de discuție mai multor organizații, jurnaliști și persoane din Transilvania și Ungaria, iar bloggeri și scriitori de pe internet, lipsiți de cunoștințe, au creat un mit despre cimitir, adevărat sau parțial adevărat în conținut. De asemenea, mai amintit că în numeroasele descrieri negative sau anchete la Ministerul Apărării ungar s-a subliniat că, după spusele localnicilor, românii au șlefuit numele maghiare și germane. Pentru Illésfalvi există urme clare ale unei intervenții cu cel puțin 20–25 de ani în urmă, sau chiar mai vechi, dar această abordare nu ajută la clarificarea situației, deoarece Poiana Sărată este un sat românesc, iar localnicii nu ar fi putut spune acest lucru, adăugând că problema este agravată de ignoranța în istorie și preluarea necritică de informații.
Potrivit lui Hetzmann, principalul motiv pentru numeroasele concepții greșite despre cimitir îl constituie faptul că informațiile istorice exacte sunt foarte greu de obținut, cele mai importante date fiind disponibile doar la Kriegsarchiv din Viena. De asemenea, satul este printre singurele din fostul comitat Trei Scaune care deja avea o populație majoritară românească înainte de 1918, când maghiarii reprezentau 21% din populație, iar din 1950 (sau după 1968 după alte surse) satul a fost separat de maghiarime prin anexarea la județul Bacău, în preajma momentului revoluției române această populație dispărând.
În 2022, evidența nominală a ONCE indica 340 de germani, 417 austrieci, 53 români, 9 ruși, 8 maghiari, 2 turci și un evreu. Tot în aceasta Iakob Gross apare ca toboșar de naționalitate română, de asemenea apar 2 soldați cu numele Roman Aurel, unul fiind de naționalitate austriacă iar celălalt română, Mihăilă Andras ca honvéd de naționalitate austriacă iar un Fărcășanu Ion ca soldat de naționalitate română.

#### Ameliorări
Anterior anului 2003, potrivit jurnalistului Lajos Sylvester⁠(hu)[traduceți], cimitirul abandonat fusese vandalizat pentru sustragerea unor elemente metalice, rezultând stâlpi din piatră și pietre funerare sparte. În 2003 acestea au fost recondiționate iar inscripțiile revopsite de către o tabără de lucru formată de oameni din Debrețin aparținând Mișcării de Tineret 64 de Comitate⁠(hu)[traduceți] și alți oameni din Oituz, Covasna și de pe cuprinsul Ținutului Secuiesc.
După apariția în presa maghiară a situației cimitirului în anul 2015, acesta a fost reamenajat în 2016 de către Oficiul Național pentru Cultul Eroilor și comuna Oituz, Bacău pentru a marca centenarul intrării României în Primul Război Mondial, recăpătându-și parțial caracterul internațional prin rescrierea numelor inițiale pe cruci, amplasarea unor inscripționări și arborarea pe catarge a drapelelor României, Ungariei, Germaniei, Austriei, Rusiei și Turciei. De asemenea, poarta de intrare care până atunci a fost vopsită în schema de culori roșu, galben și albastru a fost schimbată în monocrom iar cele două puști de pe poartă, considerate kitsch, au fost îndepărtate. Lucrările au avut un fond de 125 000 lei și o derulare estimată în perioada martie–octombrie 2016.
În 2016 ONCE a fost implicat în organizarea și desfășurarea activităților în cimitir în contextul centenarului intrării României în Primul Război Mondial, după Programul național privind manifestările prilejuite de aniversarea Centenarului Primului Război Mondial, aprobat prin Hotărârea Guvernului nr. 821/2015, cu modificările și completările ulterioare.

## Alte monumente comemorative ale Marelui Război

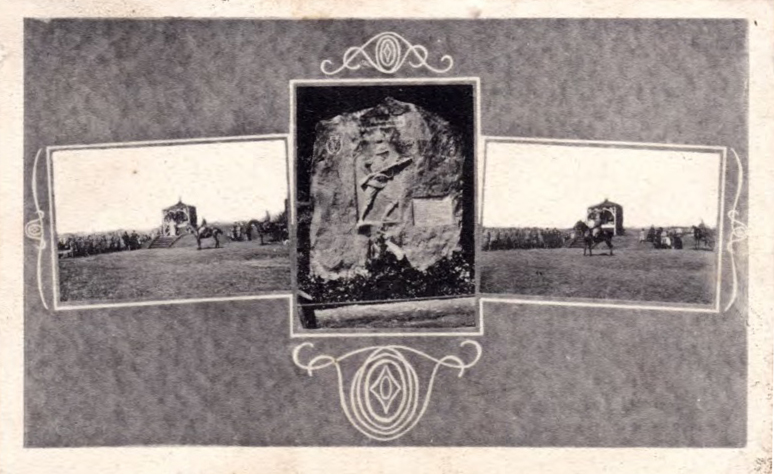
Monumentul din Oituz, Covasna (mijloc), în 1918

Pe Valea Oituzului mai există următoarele monumente comemorative:
- Cimitirul eroilor din Oituz (fost Grozești);[3]
- Cimitirul eroilor din Hârja;[3]
- Fostul monument al eroilor din Oituz, Covasna,[6][13] amplasat lângă peretele de stâncă din defileul văii, dominând drumul, a fost ridicat în cinstea Regimentului 18 Infanterie din Sopron care a luptat în zonă în 1917. Obiectivul masiv afișa un soldat în întregime. Armata Română ulterior a distrus intenționat monumentul, iar în 1961, în timpul lărgirii șoselei Oituz–Bacău, s-a detonat stânca numită Honvédkő pe care era poziționat. O copie exactă a monumentului a fost dezvelită în Sopron în 5 august 1934, fiind realizată de sculptorul István Dabóczy, decedat în lagărul de muncă forțată de la Recsk în timpul regimului lui Mátyás Rákosi.[13] O replică în miniatură a fost realizată de sculptorița Emma Sz. Egyed⁠(hu)[traduceți] la inițiativa unei organizații din Sopron.[13]
- Monumentul din curtea bisericii catolice din Oituz, Covasna construit sub formă de poartă secuiască a fost ridicat în 2003 în memoria eroilor din cele două războaie mondiale. Inițiativa a aparținut Asociației Culturale „Mikes Kelemen” din județul Covasna, pentru construire apelându-se la donații și forță de muncă locală calificată și necalificată din Oituz, Brețcu și altele. Lângă a fost amplasată o replică a fostului monument distrus din zonă, fiind din piatră de andezit cu o greutate de 2,5 tone adusă din Micfalău, la construcție intervenind meșteri și autorități locale din Brețcu, Oituz, Malnaș și Mărtănuș.[13]
- Lângă biserica din Oituz, pe partea dreaptă a drumului, se află trei movile din piatră construite între anii 1940 și 1944 ca suport de drapel.[14]